# Rhytirhynchia sladeni
Rhytirhynchia sladeni är en armfotingsart som först beskrevs av Dall 1910.  Rhytirhynchia sladeni ingår i släktet Rhytirhynchia och familjen Basiliolidae. Inga underarter finns listade i Catalogue of Life.